# Hapalogaster cavicauda
Hapalogaster cavicauda (лат.) — вид ракообразных из семейства Hapalogastridae инфраотряда неполнохвостых (Anomura). Обладают внешним сходством с крабами (Brachyura), но легко отличимы по редуцированной пятой паре ходильных ног. Максимальная длина карапакса 20 мм. Обитает в восточной части Тихого океана у побережья США и Мексики на глубине от 0 до 15 метров. Донное животное. Безвреден для человека, не имеет промыслового значения. Охранный статус не определён.